# Kniha Jozue

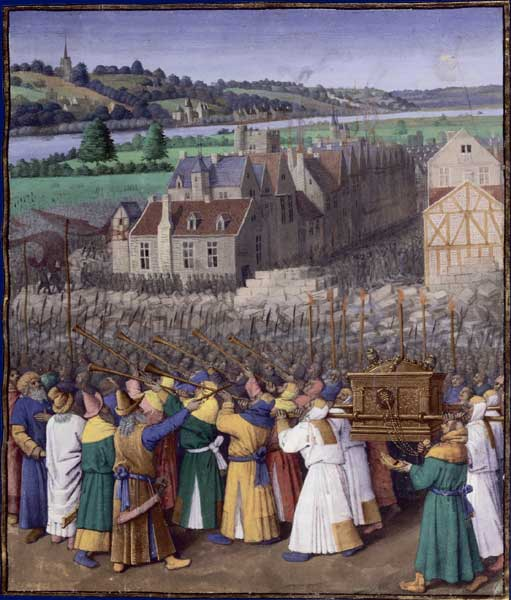
Dobytí Jericha. Iluminace Jeana Fouqueta k francouzskému rukopisu Židovských starožitností Flavia Iosepha z roku 1475

Kniha Jozue (hebrejsky יהושע‎, Jehošu'a), je šestá kniha v biblickém kánonu Starého zákona. Je v ní popsáno dobývání „Zaslíbené země“ a následné rozdělování země na podíly, tedy doba okolo 14.–12. stol. př. n. l. Autorství knihy je tradicí přisuzováno izraelskému vojevůdci Jozuemu, nástupci Mojžíše.
Kniha je zařazena za Tóru (Pentateuch), v hebrejském kánonu mezi Přední proroky, v křesťanských kánonech mezi knihy dějepisné knihy.

## Obsah
Knihu Jozue lze rozdělit na čtyři části:

### Přechod do zaslíbené země (Joz 1,1–5,12)
Popisuje vyslání dvou zvědů do Jericha. Dále je v knize popisováno zázračné přejití řeky Jordán. Bůh způsobil, aby se vody zastavily jako hráz proti proudu a dolní vody odtekly do moře. Potom celý Izraelský národ přešel přes řeku po suché zemi. Jakmile všichni Izraelité přešli řeku, voda opět začala téci. Poté nechal Jozue postavit pamětní kameny a slaví se svátek Pesach.

### Dobývání Kanaánu (Joz 5,13–12,24)
Prvním městem, které Izraelité dobývají, je silně opevněné Jericho. Město je dobyto opět zázrakem. Jozue dostal od Boha pokyny k jeho dobytí. Jozue měl s vojskem po šest dní pochodovat jednou denně okolo města s průvodem kněží, kteří troubí na beraní rohy a nesou „truhlu smlouvy“. Sedmý den mají obejít město sedmkrát a nakonec mají všichni válečníci křičet válečný pokřik. Při tomto pokřiku se zdi Jericha zhroutí a vojáci vtrhnou do nechráněného města a zničí ho.
Další město, které má být oddáno zničení, je Aj. První tažení proti Aji končí naprostým neúspěchem. Ajští muži obrátí na útěk 3000 izraelských vojáků. Bůh ukazuje na příčinu této porážky. Izraelité ztratili Boží vedení, protože se mezi nimi našel zloděj, který i přes přímý zákaz ukradl z Jericha něco a skryl to. Teprve, když byl viník odhalen a popraven, začíná Bůh Izraelitům opět žehnat a zjevuje jim novou strategii, která vede k dobytí a zničení města. Jozue je oslavován jako hrdina a výborný stratég. Vůči poraženým nepřátelům si často počíná z dnešního pohledu velmi krutě, ovšem v souladu s Božím záměrem a s tehdejšími morálními normami.
Zprávy o vpádu Izraelitů do Kanaánu se rychle rozšíří a řada drobných kananejských království se spojí ve snaze zastavit postup Jozua a jeho vojska. Jedině Gibeonité pod záminkou, že jsou z daleké země, uzavřou s Jozuem smlouvu o míru. Když je později tato lest odhalena, Jozue smlouvu neporuší a Gibeonity ušetří. Dokonce poskytne ochranu Gibeonu, když na něj chtějí zaútočit ostatní králové a potrestat ho za zběhnutí k nepříteli. Město Gibeon je ochráněno dalším Božím zázrakem, když z nebe začnou na nepřátele padat veliké kroupy a zabijí víc nepřátel než vojáci. Aby byli zničeni všichni nepřátelé, Bůh způsobí, aby se zastavilo Slunce a nezapadlo.
Dalšími dobytými městy jsou Makeda, Libna, Lachiš, Eglon, Hebron, Debir, Chacor a další. Jozue tak porazil s Boží pomocí vojska, která byla daleko silnější a početnější než Izraelité. Celkem porazil 31 králů.

### Rozdělování země na podíly (Joz 13–22)
Země je rozdělována losem na podíly. Kmen Levi nedostává žádný územní podíl a Levité slouží pro celý Izrael jako kněží, učitelé a pomocníci ve věcech týkajících se uctívání. Prostředky k obživě mají částečně z desátků od ostatních kmenů. Levitům je vyhrazeno 48 sídelních měst. Šest z nich je označeno jako tzv. útočištná města a může v nich najít ochranu ten, kdo neúmyslně zabije člověka. „Stan setkávání“ (miškan) byl postaven v Šílu.

### Jozuova napomenutí na rozloučenou před smrtí (Joz 23–24)
Jozue pokorně připisuje zásluhu za vítězství Bohu. Vybízí Izraelity, aby dodržovali zákon, který dostali od Mojžíše. Varuje před falešnými bohy a před modlářstvím. Jozue umírá ve věku 110 let a je pohřben v Timnat-serachu.

## Biblická kritika

### Etická otázka války a genocidy
Izraelité dostali od Boha příkaz vyhladit všechny původní pohanské obyvatele Země zaslíbené (Dt 20,16–18). O tom se diskutuje zejména mezi křesťanskými teology, kteří nacházejí různá východiska, vždy je však zdůrazňován kontext doby, ve kterém se děj knihy odehrává.
Většinou je vypíchnut charakter kanaánského obyvatelstva. Kananejci uctívali boha Baala, který byl známý svou krutostí a nemravností. Při uctívání Baala docházelo k mnoha sadistickým činům, například k obětování dětí. Při archeologických vykopávkách byly nalezeny hromady popela a zbytky dětských koster, což dokládá, jak rozšířený byl tento odporný zvyk.
„U Kananejců tkvělo uctívání v tom, že se bezuzdně oddávali nemravnosti v přítomnosti svých bohů, což bylo náboženským rituálem, a dále v tom, že zabíjeli své prvorozené děti, aby je obětovali týmž bohům. Zdá se, že se kdysi kananejská země stala jakousi Sodomou a Gomorou celonárodního rozsahu … Měla civilizace tak odporně zvrácená a brutální vůbec právo na další existenci? … Archeologové, kteří provádějí vykopávky v ruinách kananejských měst, se diví, že je Bůh nezničil už dříve.“
Biblická kniha Jozue popisuje vyhlazení Kananejců jako vykonání oprávněného rozsudku od Boha nad zločinci. Zajímavá je zmínka v Gn 15,16, že v době Abraháma (asi před 400 lety) Bůh Amorejce (převládající kananejský kmen) nezničil, protože se jejich provinění ještě nenaplnilo. Nebyli v té době ještě tolik zkažení, že by si zasluhovali všichni vykonání rozsudku.

### Historicita vyprávění
Kniha Jozue je spíše ideálním vyprávěním, jak mělo obsazení země vypadat, než jak skutečně vypadalo. Kniha Jozue říká, že země byla dobyta celá, avšak kniha Soudců ukazuje situaci jinou – vypočítává dosud nedobytá města. Také archeologické nálezy nevypovídají jednoznačně o jednorázovém dobytí země. Vzniklo tak několik hypotéz rekonstruujících historickou skutečnost:
1. válečné dobytí země podobné tomu, jaké je popsáno v knize Jozue, avšak s tím, že nebyla dobyta všechna města;
2. postupné pronikání izraelských kmenů do Kanaánu a pozvolné nabývání převahy nad původním obyvatelstvem;
3. válečné střety jako vzpoura utlačovaného obyvatelstva (popř. nižší sociální vrstvy), které se zaštiťovalo monoteismem.

Dodnes není v této otázce rozhodnuto.